# Batalha de Maaten al-Sarra
A Batalha de Maaten al-Sarra foi uma batalha travada entre o Chade e a Líbia em 5 de setembro de 1987 durante a Guerra dos Toyotas. A batalha tomou a forma de um ataque surpresa do Chade contra a Base Aérea Líbia de Maaten al-Sarra, com o objetivo de remover a ameaça do poder aéreo líbio, que já havia frustrado o ataque chadiano à Faixa de Aouzou em agosto. Foi o primeiro confronto realizado em território líbio desde o início do conflito chadiano-líbio, o ataque foi totalmente bem-sucedido, causando um alto número de baixas líbias e reduzidas baixas chadianas, contribuindo também para o cessar-fogo definitivo assinado em 11 de setembro entre os países beligerantes.